# Taeniopetalum peucedanoides
Taeniopetalum peucedanoides är en flockblommig växtart som beskrevs av Aleksandr Andrejevitj Bunge. Taeniopetalum peucedanoides ingår i släktet Taeniopetalum och familjen flockblommiga växter. Inga underarter finns listade i Catalogue of Life.